# Philicus floresicus
Philicus floresicus là một loài bọ cánh cứng trong họ Cerambycidae.